# كييل كارلسون
كييل كارلسون هو لاعب كرة قدم سويدي، ولد في 20 يونيو 1953. لعب مع نادي يورغوردينس.